# Washington Cataldi
Washington Ariel Cataldi Chabert (Montevideo, 1 de agosto de 1923 - Montevideo, 2 de mayo de 1996) fue un dirigente futbolístico, empresario y político uruguayo perteneciente al Partido Colorado.

## Biografía
De ocupación empresario carpintero, tuvo destacada actuación en el medio futbolístico como dirigente del Club Atlético Peñarol, que presidió en varias ocasiones: 1973-1984, 1990-1992. Fue uno de los más destacados presidentes de la institución, junto con los contadores Gastón Guelfi y José Pedro Damiani.
Integró el partido Colorado y fue elegido diputado en 1966 por la Lista 15. 
Subsecretario de Industrias durante el ministerio de Julio María Sanguinetti (1969-1971).
Su última actuación como legislador fue en el periodo 1985-1990, siendo electo con su propia hoja de votación, la Lista 5 de la agrupación Vanguardia Batllista. Se presentó con hoja independiente apoyando la candidatura Presidencial del Dr. Julio María Sanguinetti, habiendo sido elegido como único diputado de la lista 5. Por su intelecto, trabajo y perseverancia logró ser coordinador general de la bancada del Partido Colorado en el parlamento y presidente de la Comisión de Presupuesto conformada para el primer presupuesto democrático en el año 1985. Siendo titular de esos cargos hasta el final de la legislatura donde se retiró de la política activa. 
| Predecesor: José Pedro Damiani | Presidente Club Atlético Peñarol 1991-1992 | Sucesor: José Pedro Damiani |
| Predecesor: Gastón Guelfi      | Presidente Club Atlético Peñarol 1973-1984 | Sucesor: Carlos Lecueder    |